# 안동 봉정사 영산회괘불도
안동 봉정사 영산회괘불도(安東 鳳停寺 靈山會掛佛圖)는 경상북도 안동시 봉정사에 있는 조선시대의 탱화이다. 2010년 10월 24일 대한민국의 보물 제1642호로 지정되었다.

## 특징
이 그림의 화면구성은 기본적으로 경상도 지역 영산회괘불화 도상과 유사하나 좌우 8구의 협시보살을 비교적 크게 배치하고 있다는 점이 특징이다. 중앙에 커다랗게 표현된 석가모니를 중심으로 8보살과 10대 제자가 둘러싸고 있는 간단한 구도를 취하고 화면에 도상들을 부각시켜 꽉차게 묘사하였다.
입상의 본존을 중심으로 좌우에 보살과 권속들이 둘러싼 이와 같은 형식은 18세기 경상북도에서 유행하던 것인데, 다른 작품에 비하여 보살이 본존의 어깨부분까지 올라오는 등 크게 묘사된 것이 특징이다. 불보살상의 상호는 이목구비가 뚜렷하고 양감있게 표현하였으며, 육신선과 옷의 처리는 비교적 굵은 선묘로 힘있고 유연하게 처리한 것이 돋보인다.
색채는 주색과 녹색을 주로 사용하였는데, 천공에는 백색 화문을 흩뜨리고, 황색과 분홍색, 녹색 채운을 활용하여 화사함을 더하고 있다. 아울러 보살상의 하반신 수식 장식에는 금박으로 처리하여 포인트를 주고 있다. 이 작품은 18세기 괘불탱 중에서 이른 시기에 조성되었을 뿐만 아니라 화풍도 뛰어난 작품이다.

## 같이 보기
- 봉정사

## 참고 자료
- 안동 봉정사 영산회괘불도 - 국가유산청 국가유산포털